# A Ferencvárosi TC 1977–1978-as szezonja
A Ferencvárosi TC 1977–1978-as szezonja szócikk a Ferencvárosi TC első számú férfi labdarúgócsapatának egy szezonjáról szól, mely összességében és sorozatban a 77. idénye volt a csapatnak a magyar első osztályban. A klub fennállásának ekkor volt a 79. évfordulója.

## Mérkőzések
| Színmagyarázat | Színmagyarázat |
| -------------- | -------------- |
|                | Győzelem.      |
|                | Döntetlen.     |
|                | Vereség.       |

### UEFA-kupa
1. kör
| 1977. szeptember 14. |

| Marek Stanke                     | 3 – 0               | Ferencváros |
| -------------------------------- | ------------------- | ----------- |
| Pargov 18' Petrov 33' Petrov 73' | (2 – 0) Jegyzőkönyv |             |

| Bonchuk Stadion, Dupnitsa Nézőszám: 25 000 |

| 1977. szeptember 28. |

| Ferencváros                       | 2 – 0               | Marek Stanke |
| --------------------------------- | ------------------- | ------------ |
| Pusztai 12' Ebedli 33' (11-esből) | (2 – 0) Jegyzőkönyv |              |

| Üllői út, Budapest Nézőszám: 20 000 |

### Intertotó-kupa
10. csoport
| 1978. május 6. |

| VVV-Venlo | 4 – 3       | Ferencváros, Vasas vegyes |
| --------- | ----------- | ------------------------- |
|           | Jegyzőkönyv |                           |

| De Koel, Venlo Nézőszám: 2 500 |

| 1978. május 13. |

| Ferencváros, Vasas vegyes        | 3 – 0               | Olympique Lyonnais      |
| -------------------------------- | ------------------- | ----------------------- |
| Ebedli 34' Szokolai 80' Izsó 89' | (1 – 0) Jegyzőkönyv | Attar 63' Garrigues 78' |

| Üllői út, Budapest Nézőszám: 2 500 |

| 1978. május 17. |

| Ferencváros, Vasas vegyes                  | 4 – 0               | Foggia Calcio |
| ------------------------------------------ | ------------------- | ------------- |
| Híres 17' Szokolai 38' Magyar 44' Izsó 89' | (3 – 0) Jegyzőkönyv |               |

| Népstadion, Budapest Nézőszám: 3 000 |

| 1978. május 20. |

| Olympique Lyonnais | 1 – 1       | Ferencváros, Vasas vegyes |
| ------------------ | ----------- | ------------------------- |
|                    | Jegyzőkönyv | Müller                    |

| Stade de Gerland, Lyon Nézőszám: 1 000 |

| 1978. május 24. |

| Foggia Calcio | 2 – 2               | Ferencváros, Vasas vegyes |
| ------------- | ------------------- | ------------------------- |
| Bordon 4' 66' | (1 – 1) Jegyzőkönyv | Ebedli 18' 51'            |

| Pino Zaccheria Stadion, Foggia Nézőszám: 6 000 |

| 1978. május 28. |

| Ferencváros, Vasas vegyes | 2 – 1               | VVV-Venlo  |
| ------------------------- | ------------------- | ---------- |
| Gass 74' Magyar 76'       | (0 – 1) Jegyzőkönyv | Hilkes 41' |

| Üllői út, Budapest Nézőszám: 2 500 |

### NB 1 1977–78

#### Őszi fordulók
| 1. forduló 1977. szeptember 3. |

| Ferencváros            | 2 – 1               | Budapesti Honvéd     |
| ---------------------- | ------------------- | -------------------- |
| Takács 24' Pusztai 60' | (1 – 0) Jegyzőkönyv | Zsiborás 62' (öngól) |

| Népstadion, Budapest Nézőszám: 70 000 Játékvezető: Palotai Károly (magyar) |

| 2. forduló 1977. szeptember 7. |

| Vasas                            | 4 – 1               | Ferencváros  |
| -------------------------------- | ------------------- | ------------ |
| Gass 44' 70' Kovács 53' Izsó 89' | (1 – 0) Jegyzőkönyv | Szokolai 56' |

| Népstadion, Budapest Nézőszám: 35 000 Játékvezető: Müncz György (magyar) |

| 3. forduló 1977. szeptember 10. |

| Ferencváros      | 2 – 2               | Kaposvári Rákóczi |
| ---------------- | ------------------- | ----------------- |
| Szokolai 19' 25' | (2 – 0) Jegyzőkönyv | Turai 51' 66'     |

| Üllői út, Budapest Nézőszám: 10 000 Játékvezető: Pádár László (magyar) |

| 4. forduló 1977. szeptember 17. |

| Csepel SC                   | 3 – 2               | Ferencváros            |
| --------------------------- | ------------------- | ---------------------- |
| Somogyi 51' 74' Ozsváth 86' | (0 – 0) Jegyzőkönyv | Pusztai 58' Pogány 72' |

| Béke téri stadion, Budapest Nézőszám: 10 000 Játékvezető: Nagy Béla (magyar) |

| 5. forduló 1977. szeptember 21. |

| Ferencváros | 1 – 1               | Újpesti Dózsa |
| ----------- | ------------------- | ------------- |
| Ebedli 11'  | (1 – 1) Jegyzőkönyv | Fazekas 24'   |

| Népstadion, Budapest Nézőszám: 25 000 Játékvezető: Lauber Gyula (magyar) |

| 6. forduló 1977. szeptember 24. |

| Ferencváros | 1 – 0               | Székesfehérvári MÁV Előre |
| ----------- | ------------------- | ------------------------- |
| Ebedli 81'  | (0 – 0) Jegyzőkönyv |                           |

| Üllői út, Budapest Nézőszám: 13 000 Játékvezető: Győri László (magyar) |

| 7. forduló 1977. október 1. |

| Dunaújvárosi Kohász              | 3 – 2               | Ferencváros              |
| -------------------------------- | ------------------- | ------------------------ |
| Szepessy 51' Tóth 54' Hámori 65' | (0 – 2) Jegyzőkönyv | Nyilasi 12' Szokolai 24' |

| Dunaújváros Nézőszám: 10 000 Játékvezető: Kuti Sándor (magyar) |

| 8. forduló 1977. október 15. |

| Ferencváros                                    | 5 – 3               | Tatabányai Bányász               |
| ---------------------------------------------- | ------------------- | -------------------------------- |
| Szokolai 28' 45' Nyilasi 35' 80' Esterházy 89' | (3 – 1) Jegyzőkönyv | P. Nagy 19' Csapó 71' Halász 75' |

| Üllői út, Budapest Nézőszám: 15 000 Játékvezető: Tompa István (magyar) |

| 9. forduló 1977. október 22. |

| Pécsi MSC   | 1 – 0               | Ferencváros |
| ----------- | ------------------- | ----------- |
| Lőrincz 26' | (1 – 0) Jegyzőkönyv |             |

| PMFC Stadion, Pécs Nézőszám: 20 000 Játékvezető: Müncz György (magyar) |

| 10. forduló 1977. november 5. |

| Rába ETO | 1 – 2               | Ferencváros           |
| -------- | ------------------- | --------------------- |
| Mile 36' | (1 – 2) Jegyzőkönyv | Vépi 21' Szokolai 28' |

| Rába ETO Stadion, Győr Nézőszám: 15 000 Játékvezető: Pádár László (magyar) |

| 11. forduló 1977. november 12. |

| Ferencváros | 0 – 3               | Videoton                |
| ----------- | ------------------- | ----------------------- |
|             | (0 – 1) Jegyzőkönyv | Tieber 3' Májer 48' 77' |

| Üllői út, Budapest Nézőszám: 15 000 Játékvezető: Kuti Sándor (magyar) |

| 12. forduló 1977. november 16. |

| Haladás VSE | 1 – 1               | Ferencváros  |
| ----------- | ------------------- | ------------ |
| Horváth 64' | (0 – 0) Jegyzőkönyv | Szokolai 63' |

| Rohonci úti stadion, Szombathely Nézőszám: 10 000 Játékvezető: Marton László (magyar) |

| 13. forduló 1977. november 19. |

| Ferencváros                                          | 3 – 2               | SZEOL AK                        |
| ---------------------------------------------------- | ------------------- | ------------------------------- |
| Szokolai 39' Nagy 54' (öngól) Esterházy 72' Vépi 68′ | (1 – 2) Jegyzőkönyv | Kádár 2' Jerney 43' Hojszák 64′ |

| Üllői út, Budapest Nézőszám: 7 000 Játékvezető: Nagy Béla (magyar) |

| 14. forduló 1977. december 10. |

| Ferencváros | 1 – 1               | Diósgyőr   |
| ----------- | ------------------- | ---------- |
| Nyilasi 23' | (1 – 0) Jegyzőkönyv | Váradi 86' |

| Üllői út, Budapest Nézőszám: 6 000 Játékvezető: Mohácsi Lajos (magyar) |

| 15. forduló 1977. december 14. |

| Zalaegerszegi TE                | 3 – 3               | Ferencváros                 |
| ------------------------------- | ------------------- | --------------------------- |
| Szentes 16' Soós 53' Antoni 87' | (1 – 2) Jegyzőkönyv | Nyilasi 19' Pusztai 44' 61' |

| ZTE Stadion, Zalaegerszeg Nézőszám: 8 000 Játékvezető: Lauber Gyula (magyar) |

| 16. forduló 1977. december 17. |

| Ferencváros              | 2 – 0               | MTK–VM |
| ------------------------ | ------------------- | ------ |
| Szokolai 48' Kelemen 63' | (0 – 0) Jegyzőkönyv |        |

| Üllői út, Budapest Nézőszám: 18 000 Játékvezető: Kuti Sándor (magyar) |

| 17. forduló 1977. december 21. |

| Békéscsabai Előre Spartacus | 0 – 0               | Ferencváros |
| --------------------------- | ------------------- | ----------- |
|                             | (0 – 0) Jegyzőkönyv |             |

| Kórház utcai stadion, Békéscsaba Nézőszám: 10 000 Játékvezető: Bana Antal (magyar) |

| 18. forduló 1977. december 26. |

| Ferencváros                                                   | 5 – 2               | Csepel SC                       |
| ------------------------------------------------------------- | ------------------- | ------------------------------- |
| Godán 22' (öngól) Magyar 27' Mucha 35' Nyilasi 60' Bálint 63' | (3 – 0) Jegyzőkönyv | Ozsváth 51' Tóth 80' Gondos 82′ |

| Üllői út, Budapest Nézőszám: 15 000 Játékvezető: Nagy Béla (magyar) |

#### Tavaszi fordulók
| 19. forduló 1978. február 15. |

| Ferencváros            | 2 – 1               | Békéscsabai Előre Spartacus |
| ---------------------- | ------------------- | --------------------------- |
| Ebedli 2' Szokolai 66' | (1 – 1) Jegyzőkönyv | Fehérvári 32'               |

| Üllői út, Budapest Nézőszám: 15 000 Játékvezető: Tompa István (magyar) |

| 20. forduló 1978. február 18. |

| MTK–VM                  | 1 – 1               | Ferencváros |
| ----------------------- | ------------------- | ----------- |
| Turtóczki 34' Fülöp 54′ | (1 – 0) Jegyzőkönyv | Nyilasi 56' |

| Hungária körút, Budapest Nézőszám: 20 000 Játékvezető: Pádár László (magyar) |

| 21. forduló 1978. február 22. |

| Ferencváros                                                  | 5 – 0               | Zalaegerszegi TE |
| ------------------------------------------------------------ | ------------------- | ---------------- |
| Ebedli 1' Szokolai 41' 77' (11-esből) Bálint 62' Nyilasi 81' | (2 – 0) Jegyzőkönyv |                  |

| Üllői út, Budapest Nézőszám: 10 000 Játékvezető: Maczkó József (magyar) |

| 22. forduló 1978. február 25. |

| Diósgyőr          | 2 – 0               | Ferencváros |
| ----------------- | ------------------- | ----------- |
| Fükő 66' Oláh 73' | (0 – 0) Jegyzőkönyv |             |

| DVTK-stadion, Miskolc Nézőszám: 25 000 Játékvezető: Lauber Gyula (magyar) |

| 23. forduló 1978. március 1. |

| SZEOL AK                      | 2 – 2               | Ferencváros                      |
| ----------------------------- | ------------------- | -------------------------------- |
| Bálint 60' (öngól) Jerney 89' | (0 – 0) Jegyzőkönyv | Bálint 69' Mucha 74' Nyilasi 89′ |

| Szeged Nézőszám: 10 000 Játékvezető: Nagy Béla (magyar) |

| 24. forduló 1978. március 4. |

| Ferencváros              | 3 – 1               | Haladás VSE |
| ------------------------ | ------------------- | ----------- |
| Szokolai 21' 39' Rab 66' | (2 – 0) Jegyzőkönyv | Hauzer 60'  |

| Üllői út, Budapest Nézőszám: 18 000 Játékvezető: Győri László (magyar) |

| 25. forduló 1978. március 8. |

| Videoton             | 2 – 1               | Ferencváros |
| -------------------- | ------------------- | ----------- |
| Szabó 61' Burcsa 67' | (0 – 0) Jegyzőkönyv | Rab 84'     |

| Sóstói Stadion, Székesfehérvár Nézőszám: 25 000 Játékvezető: Kuti Sándor (magyar) |

| 26. forduló 1978. március 11. |

| Ferencváros | 0 – 0               | Rába ETO |
| ----------- | ------------------- | -------- |
|             | (0 – 0) Jegyzőkönyv |          |

| Üllői út, Budapest Nézőszám: 15 000 Játékvezető: Marton László (magyar) |

| 27. forduló 1978. március 15. |

| Ferencváros | 1 – 1               | Pécsi MSC   |
| ----------- | ------------------- | ----------- |
| Mucha 8'    | (1 – 1) Jegyzőkönyv | Lőrincz 42' |

| Üllői út, Budapest Nézőszám: 12 000 Játékvezető: Szávó János (magyar) |

| 28. forduló 1978. március 18. |

| Tatabányai Bányász | 1 – 0               | Ferencváros |
| ------------------ | ------------------- | ----------- |
| P. Nagy 22'        | (1 – 0) Jegyzőkönyv |             |

| Városi Stadion, Tatabánya Nézőszám: 8 000 Játékvezető: Palotai Károly (magyar) |

| 29. forduló 1978. március 25. |

| Ferencváros | 1 – 3               | Dunaújvárosi Kohász                 |
| ----------- | ------------------- | ----------------------------------- |
| Ebedli 24'  | (1 – 1) Jegyzőkönyv | Szepessy 15' Bartók 47' Pásztor 86' |

| Üllői út, Budapest Nézőszám: 6 000 Játékvezető: Pádár László (magyar) |

| 30. forduló 1978. március 29. |

| Székesfehérvári MÁV Előre | 0 – 1               | Ferencváros |
| ------------------------- | ------------------- | ----------- |
|                           | (0 – 1) Jegyzőkönyv | Szokolai 5' |

| Székesfehérvár Nézőszám: 8 000 Játékvezető: Jaczina Róbert (magyar) |

| 31. forduló 1978. április 1. |

| Kaposvári Rákóczi | 1 – 0               | Ferencváros |
| ----------------- | ------------------- | ----------- |
| Konrád 24'        | (1 – 0) Jegyzőkönyv |             |

| Rákóczi Stadion, Kaposvár Nézőszám: 13 000 Játékvezető: Marton László (magyar) |

| 32. forduló 1978. április 8. |

| Ferencváros | 1 – 1               | Vasas      |
| ----------- | ------------------- | ---------- |
| Ebedli 43'  | (1 – 0) Jegyzőkönyv | Váradi 75' |

| Népstadion, Budapest Nézőszám: 65 000 Játékvezető: Lauber Gyula (magyar) |

| 33. forduló 1978. április 19. |

| Budapesti Honvéd                  | 3 – 2               | Ferencváros                   |
| --------------------------------- | ------------------- | ----------------------------- |
| Kozma 14' Weimper 26' Gyimesi 51' | (2 – 0) Jegyzőkönyv | Szokolai 63' Nagy 69' (öngól) |

| Népstadion, Budapest Nézőszám: 35 000 Játékvezető: Kuti Sándor (magyar) |

| 34. forduló 1978. április 22. |

| Újpesti Dózsa | 1 – 1               | Ferencváros |
| ------------- | ------------------- | ----------- |
| Tóth A. 51'   | (0 – 0) Jegyzőkönyv | Ebedli 55'  |

| Népstadion, Budapest Nézőszám: 35 000 Játékvezető: Palotai Károly (magyar) |

#### A bajnokság végeredménye
| #  | Csapat                      | J  | Gy | D  | V  | Rg | Kg | Gk  | P  | Megjegyzés               |
| -- | --------------------------- | -- | -- | -- | -- | -- | -- | --- | -- | ------------------------ |
| 1  | Újpesti Dózsa               | 34 | 19 | 13 | 2  | 95 | 46 | +49 | 51 | Bajnok, 1978–1979-es BEK |
| 2  | Bp. Honvéd                  | 34 | 22 | 6  | 6  | 67 | 22 | +45 | 50 | 1978–1979-es UEFA-kupa   |
| 3  | MTK-VM                      | 34 | 18 | 11 | 5  | 57 | 29 | +28 | 47 | 1978–1979-es UEFA-kupa   |
| 4  | Videoton                    | 34 | 17 | 11 | 6  | 77 | 46 | +31 | 45 |                          |
| 5  | Vasas SC                    | 34 | 15 | 12 | 7  | 58 | 42 | +16 | 42 |                          |
| 6  | Diósgyőri VTK               | 34 | 11 | 14 | 9  | 44 | 36 | +8  | 36 |                          |
| 7  | Dunaújváros                 | 34 | 12 | 12 | 10 | 58 | 53 | +5  | 36 |                          |
| 8  | Tatabányai Bányász          | 34 | 12 | 11 | 11 | 49 | 47 | +2  | 35 |                          |
| 9  | Ferencváros                 | 34 | 11 | 12 | 11 | 54 | 51 | +3  | 34 | 1978–1979-es KEK         |
| 10 | Békéscsabai Előre Spartacus | 34 | 12 | 7  | 15 | 43 | 57 | -14 | 31 |                          |
| 11 | Csepel                      | 34 | 11 | 8  | 15 | 46 | 57 | -11 | 30 |                          |
| 12 | Zalaegerszegi TE            | 34 | 9  | 11 | 14 | 39 | 63 | -24 | 29 |                          |
| 13 | Pécsi MSC                   | 34 | 10 | 8  | 16 | 42 | 48 | -8  | 28 |                          |
| 14 | Haladás                     | 34 | 9  | 10 | 15 | 43 | 56 | -13 | 28 |                          |
| 15 | Rába ETO                    | 34 | 6  | 13 | 15 | 37 | 52 | -15 | 25 |                          |
| 16 | Székesfehérvári MÁV Előre   | 34 | 9  | 6  | 19 | 44 | 78 | -34 | 24 |                          |
| 17 | Kaposvári Rákóczi           | 34 | 8  | 7  | 19 | 32 | 61 | -29 | 23 | Kiesett az NB II-be      |
| 18 | SZEOL AK                    | 34 | 6  | 6  | 22 | 35 | 76 | -41 | 18 | Kiesett az NB II-be      |

#### Eredmények összesítése
Az alábbi táblázatban összesítve szerepelnek a Ferencvárosi TC 1977/78-as bajnokságban elért eredményei.
| Ősz/tavasz (forduló)    | Otthon | Otthon | Otthon | Otthon | Otthon | Otthon | Otthon | Idegenben | Idegenben | Idegenben | Idegenben | Idegenben | Idegenben | Idegenben |
| Ősz/tavasz (forduló)    | M      | GY     | D      | V      | LG–KG  | GK     | P      | M         | GY        | D         | V         | LG–KG     | GK        | P         |
| ----------------------- | ------ | ------ | ------ | ------ | ------ | ------ | ------ | --------- | --------- | --------- | --------- | --------- | --------- | --------- |
| Őszi szezon (1–18.)     | 10     | 6      | 3      | 1      | 22–15  | +7     | 15     | 8         | 1         | 3         | 4         | 11–16     | –5        | 5         |
| Tavaszi szezon (19–34.) | 7      | 3      | 3      | 1      | 13–7   | +6     | 9      | 9         | 1         | 3         | 5         | 8–13      | –5        | 5         |
| Összesen (1–34.)        | 17     | 9      | 6      | 2      | 35–22  | +13    | 24     | 17        | 2         | 6         | 9         | 19–29     | –10       | 10        |

### Magyar kupa
| 1977. október 5. |

| Szabadegyházi Kinizsi | 2 – 6       | Ferencváros                  |
| --------------------- | ----------- | ---------------------------- |
|                       | Jegyzőkönyv | Takács Magyar Szokolai Major |

| Szabadegyháza |

| 1977. október 12. |

| Tyukodi TSZ SE | 1 – 2       | Ferencváros        |
| -------------- | ----------- | ------------------ |
|                | Jegyzőkönyv | Szokolai Esterházy |

| Tyukod |

| 1977. szeptember 3. |

| Ferencváros                     | 8 – 1       | Tyukodi TSZ SE |
| ------------------------------- | ----------- | -------------- |
| Esterházy Szokolai Mucha Ebedli | Jegyzőkönyv |                |

| Üllői út, Budapest Nézőszám: 625 |

| 1977. december 7. |

| Ferencváros      | 2 – 0       | Pécsi VSK |
| ---------------- | ----------- | --------- |
| Pusztai Szokolai | Jegyzőkönyv |           |

| Üllői út, Budapest |

Nyolcaddöntő (II. csoport)
| 1978. július 26. |

| Rába ETO | 1 – 0       | Ferencváros |
| -------- | ----------- | ----------- |
|          | Jegyzőkönyv |             |

| Rába ETO Stadion, Győr |

| 1978. július 29. |

| Ferencváros | 1 – 1       | Csepel SC |
| ----------- | ----------- | --------- |
| Bálint      | Jegyzőkönyv |           |

| Üllői út, Budapest |

| 1978. augusztus 2. |

| Ferencváros | 1 – 0               | Rába ETO |
| ----------- | ------------------- | -------- |
| Szokolai    | (1 – 0) Jegyzőkönyv |          |

| Üllői út, Budapest |

| 1978. augusztus 9. |

| Pécsi VSK | 1 – 1       | Ferencváros |
| --------- | ----------- | ----------- |
|           | Jegyzőkönyv | Nyilasi     |

| Pécs |

| 1978. augusztus 16. |

| Csepel SC | 0 – 1       | Ferencváros |
| --------- | ----------- | ----------- |
|           | Jegyzőkönyv | Szokolai    |

| Béke téri stadion, Budapest |

A II. csoport végeredménye
| Csapat      | M | Gy | D | V | Lg | Kg | Gk | P |
| ----------- | - | -- | - | - | -- | -- | -- | - |
| Ferencváros | 6 | 3  | 2 | 1 | 6  | 3  | +3 | 8 |
| Pécsi VSK   | 6 | 2  | 3 | 1 | 6  | 6  | 0  | 7 |
| Rába ETO    | 6 | 2  | 1 | 3 | 7  | 7  | 0  | 5 |
| Csepel SC   | 6 | 1  | 2 | 3 | 5  | 8  | -3 | 4 |

Elődöntő
| 1978. augusztus 19. |

| Ferencváros                 | 3 – 2               | Újpest                |
| --------------------------- | ------------------- | --------------------- |
| Szokolai 17' 61' Bálint 67' | (1 – 2) Jegyzőkönyv | Tóth 21' Törőcsik 26' |

| Népstadion, Budapest Nézőszám: 25 000 Játékvezető: Lauber Gyula (magyar) |

Döntő
| 1978. augusztus 20. |

| Ferencváros                   | 4 – 2 (h. u.)         | Pécsi MSC |
| ----------------------------- | --------------------- | --------- |
| Bálint Pogány Szokolai Martos | (0 – 2, 2 – 2, 3 – 2) |           |

| Népstadion, Budapest Nézőszám: 20 000 Játékvezető: Pádár László (magyar) |

### Egyéb mérkőzések
| 1977. augusztus 3. |

| Haladás VSE | 1 – 1       | Ferencváros |
| ----------- | ----------- | ----------- |
|             | Jegyzőkönyv | Szokolai    |

| Tapolca |

- Tizenegyesekkel (4 – 3) a Haladás nyert.

| 1977. augusztus 6. |

| MTK–VM | 1 – 3       | Ferencváros     |
| ------ | ----------- | --------------- |
|        | Jegyzőkönyv | Magyar Szokolai |

| Csongrád |

| 1977. augusztus 9. |

| Vasas | 2 – 2       | Ferencváros   |
| ----- | ----------- | ------------- |
|       | Jegyzőkönyv | Magyar Ebedli |

| Szekszárd |

- Tizenegyesekkel (1 – 4) a Ferencváros nyert.

| 1977. augusztus 12. |

| Budapesti Honvéd | 2 – 1       | Ferencváros |
| ---------------- | ----------- | ----------- |
|                  | Jegyzőkönyv | Takács      |

| Népstadion, Budapest |

| 1977. augusztus 13. |

| Vasas | 2 – 1       | Ferencváros |
| ----- | ----------- | ----------- |
|       | Jegyzőkönyv | Pogány      |

| Népstadion, Budapest |

## Külső hivatkozások
- A csapat hivatalos honlapja (magyarul)
- Az 1977–78-as szezon menetrendje a tempofradi.hu-n (magyarul)